# Ghiacciaio Laizure
Il ghiacciaio Laizure è un ghiacciaio lungo circa 12 km situato sulla costa della regione settentrionale della Terra di Oates, in Antartide. In particolare, il ghiacciaio, il cui punto più alto si trova a circa 820 m s.l.m., fluisce verso nord-est partendo dalla regione settentrionale del versante orientale dei colli Wilson, fino a entrare nell'oceano Pacifico, a nord di capo Drake.

## Storia
Il ghiacciaio Laizure è stato mappato da cartografi australiani sulla base di fotografie aeree scattate durante l'operazione Highjump, condotta dalla marina militare statunitense (USN) nel 1947, e di altri dati ottenuti grazie alle spedizioni australiane svolte tra il 1959 e il 1962. In seguito, la mappatura è stata effettuata in maggior dettaglio da membri dello United States Geological Survey grazie a ricognizioni aeree e terrestri effettuate dalla USN tra il 1960 e il 1964, e il ghiacciaio è stato quindi così battezzato dal Comitato consultivo dei nomi antartici in onore del tenente David H. Laizure, della USN, che svolse il ruolo di navigatore a bordo di uno degli LC-130 Hercules in forza alla squadriglia di sviluppo VX-6 durante l'operazione Deep Freeze del 1968.